# Kroppens træning og udtryk I
Kroppens træning og udtryk I er en dansk dokumentarfilm fra 1976 med instruktion og manuskript af Eske Holm.

## Handling
Gulv-øvelser som opvarmningsprogram med vægt på udåndingsteknik, fodarbejde, balanceøvelser og fald.